# 夏因鎮區 (北卡羅萊納州格林縣)
夏因鎮區（英語：Shine Township）是位於美國北卡羅萊納州格林縣的一個鎮區。

## 地方資料
夏因鎮區的面積為51.79平方千米，皆為陸地。根據2020年美國人口普查的數據，當地共有人口1564人，而人口密度為每平方千米30.2人。